# Diallo Guidileye
Diallo Guidileye (Djadijibiné, 30 dicembre 1989) è un ex calciatore mauritano con cittadinanza francese, di ruolo centrocampista.

## Carriera

### Club
Nella stagione 2011-2012 ha giocato 6 partite in Ligue 1 con il Brest.

### Nazionale
Nel 2019 viene convocato per la Coppa d'Africa.

## Palmarès

### Club

#### Competizioni nazionali
- Ligue 2: 1

Nancy: 2015-2016